# Johannes Ritter
Johannes Ritter Plum (født 15. februar 1995 i Danmark) er en dansk tidligere fodboldspiller.

## Karriere

### FC Nordsjælland
Ritter kom til FCN som U14 spiller fra Helsingør IF. I september 2012 blev Ritter udtaget til FCN's Champions League-trup, som nr. 42.
I sommeren 2014 var Ritter en ud af seks U/19-spillere, der blev rykket op i superligatruppen.

### FC Helsingør
Den 2. august 2016 blev det offentliggjort, at Ritter skiftede til FC Helsingør på en aftale gældende for resten af 2016 efter at have fået ophævet sin fuldtidskontrakt med FCN Nordsjælland dagen før.
Han stoppede karrieren i november 2018 grundet en hofteskade, som havde plaget ham det foregående år.